# Eucremastus hebraicator
Eucremastus hebraicator är en stekelart som beskrevs av Aubert 1982. Eucremastus hebraicator ingår i släktet Eucremastus och familjen brokparasitsteklar. Inga underarter finns listade i Catalogue of Life.